# تورابی
تورابی (ترکی آذربایجانی: Turaby) یک منطقهٔ مسکونی در جمهوری آرتساخ است که در استان کاشاتاق واقع شده‌است.